# Torre de l'Evangèlica
La Torre de l'Evangèlica, localment anomenada sa Torre Nova, és una torre de guaita del terme d'Andratx (Mallorca) situada a la contrada de l'Evangèlica, a mig camí de la vila d'Estellencs. Està declarada Bé d'Interés Cultural.
Formava part d'un extens sistema de vigilància i senyalització de tota la costa mallorquina per combatre la pirateria, i tenia la funció de vetlar i defensar les cales de la contrada, que no són visibles de dalt de na Pòpia. Va ser construïda a començament del segle xvii, i té connexió visual amb la torre de Banyalbufar, però no amb la de na Pòpia, motiu pel qual no feia senyals d'avís.

## Descripció
Construïda amb pedra i morter, és una torre troncocònica a la qual s'accedeix per un portal de mig punt, defensat per un matacà, situat a uns quatre metres d'alçada, i l'accés es feia per una escala de mà. El cos inferior és massís, i la cambra principal té una fornícula i és coberta amb volta de mitja esfera, la qual té un forat que permet l'accés al terrat. A la clau de volta hi ha una mena de fumeral. Al terrat hi havia un porxo en forma de mitja ungla, i el parapet era a barbeta. Actualment està força malmesa, i els elements del terrat s'han perdut.
La barraca dels torrers, situada vora la torre, va ser reconvertida en habitatge per estatjar els soldats de l'observatori aeronàutic.

## Història
La construcció començà el 1617 per orde del Gran i General Consell, però no es va acabar fins a 1619, quan el propietari dels terrenys, Gabriel Pujol, va contribuir econòmicament. Va ser una de les darreres torres a construir-se. El 1636 s'hi va portar l'artilleria, i uns anys més tard s'hagué de fer el porxo de bell nou i altres reparacions.
A final del segle xviii, la pirateria barbaresca va minorar considerablement, particularment gràcies a la campanya d'Alger de 1784, comandada pel Capità Antoni; la missió principal de la torre, llavors, era més aviat el control del contraban. Finalment, amb la dissolució del Cos de Torrers el 1867, va ser traspassada a Hisenda.